# Narcisse-Edmond-Joseph Desmadryl
Narcisse-Edmond-Joseph Desmadryl (ou en espagnol : Narciso Desmadryl ; Lille, 1801 — Paris, 1881) est un graveur, dessinateur et lithographe français. Installé au Chili en 1845, il y a fondé l'industrie lithographique.

## Biographie
Narciso Desmadryl naît à Lille, en France, le 25 novembre 1801.
Desmadryl se distingue en France pour ses dessins et lithographies, et plus particulièrement pour ses estampes d'après des peintres du romantisme tels que Eugène Delacroix,, comme Juive d'Alger et une rue à Alger.
Il expose au Salon de 1831 à 1849.
En 1845, il embarque pour le Chili, où il fonde le premier établissement lithographique, qui a un grand succès,.
Il a élaboré les plans du premier chemin de fer du pays et de l'Amérique hispanique.

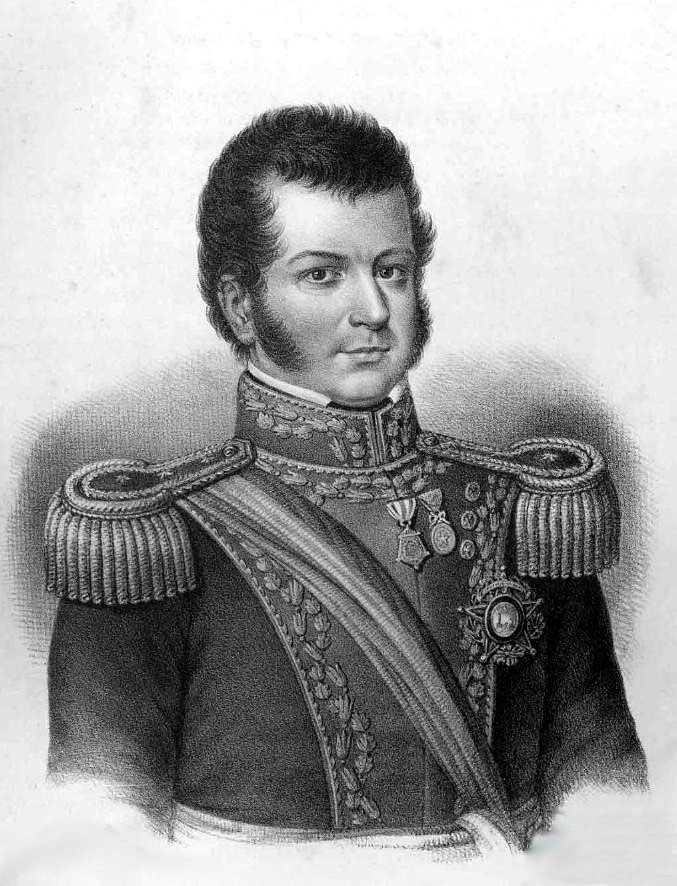
Portrait de Bernardo O'Higgins par Desmadryl dans la Galería Nacional de hombres célébres de Chile.

En 1854, il entreprend une œuvre « colossale » pour l'époque : éditer et illustrer de portraits la « première œuvre sérieuse méthodiquement et proprement biographique » publiée jusqu'alors au Chili : Galería Nacional de hombres célébres de Chile (ou Colección de biografías i retratos de hombres celebres de Chile). Imprimé sur papier satiné en deux volumes, l'ouvrage demeure une référence d'un point de vue technique : Figueroa le qualifie de premier livre de luxe d'une œuvre littéraire et typographique,,. 
En 1857, il réalise les illustrations de Galería de celebridades argentinas : biografías de los personages más notables del Río de la Plata de Bartolomé Mitre. Sa gravure du général Manuel Belgrano, inspirée d'un tableau de François Casimir Carbonnier (d), a été utilisée pour le premier timbre-poste réalisé en hommage au patriote, dans la série Próceres Nacionales (Héros nationaux, 1867).
En 1873, il participe au dessin, à la gravure et à l'impression de la première carte faite à l'échelle, au Chili, en coopération avec Pierre Joseph Aimé Pissis.
Narciso Desmadryl meurt dans le 10e arrondissement de Paris le 3 août 1881,, et est inhumé au cimetière du Montparnasse à Paris le 5 août de la même année.

## Œuvre

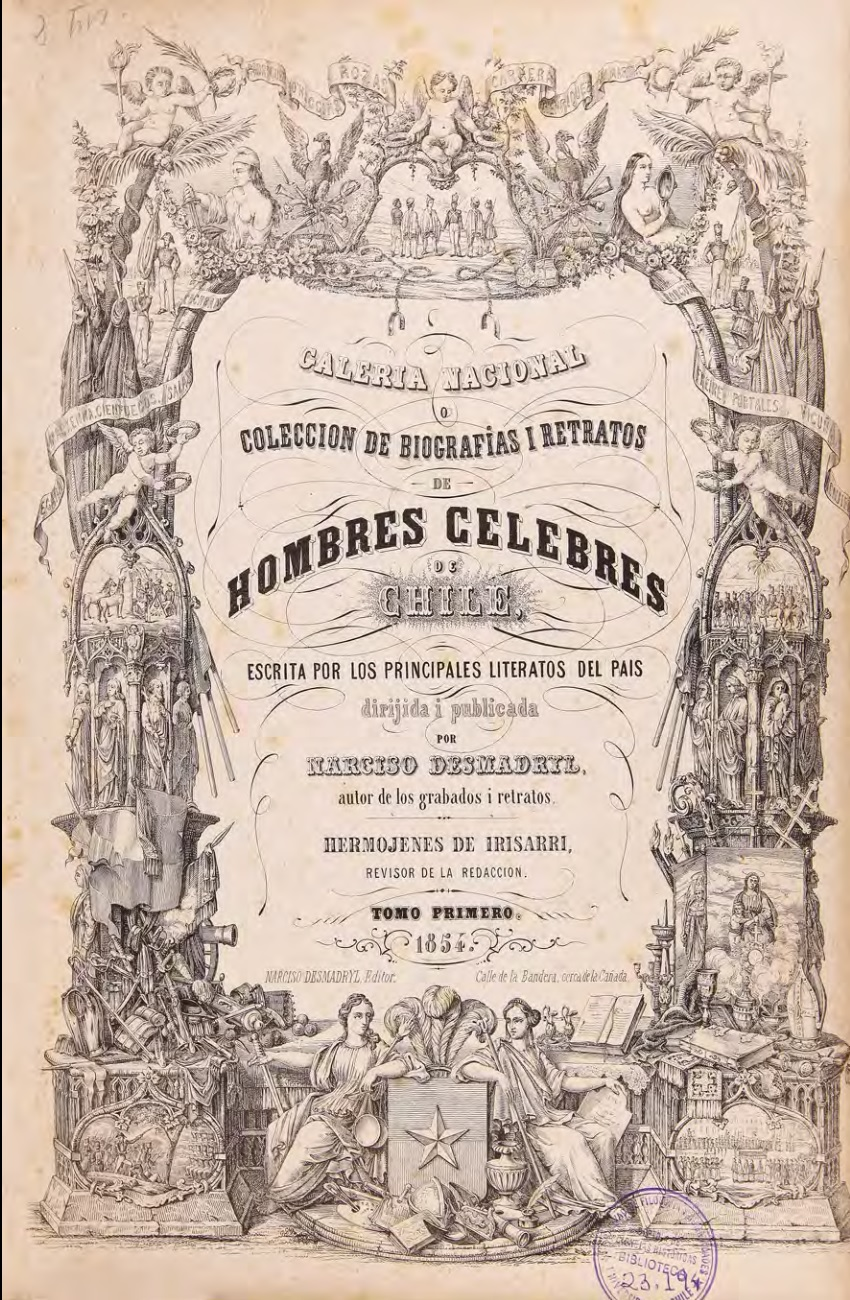
Page de titre de la Galería nacional... (1854).

### Dessins et estampes
Desmadry a produit de nombreuses illustrations pour des œuvres littéraires, comme une édition du Tartuffe de vers 1829-1833 , des dessins lithographiés par Eugène Delacroix comme Juive d'Alger et une rue à Alger, des dictionnaires bibliographiques avec de nombreux portraits, dont le fameux Galería nacional o colección de biografías i retratos de hombres célebres de Chile, escrita por los principales literatos del país, dont il est l'auteur et des ouvrages cartographiques, comme France au 600 000e par E. Levasseur... (1876), Plan d'une partie de la ville de Marseille avec les tracés de trois projets de dock (1837), Carte d'une partie du bassin de la Seine entre Paris et la mer avec les indications de plusieurs tracés de chemins de fer entre Paris, Rouen, Le Hâvre et Dieppe [...] (1837), Plan du parc de Chambord (1835). Elles sont principalement exécutées à la lithographie, mais on trouve aussi des « gravures sur cuivre de grande qualité artistique », comme une estampe au Metropolitan Museum of Art, Mary, Queen of Scots on the scaffold, à l'eau-forte et aquatinte ou un portrait de George Sand au burin et au pointillé.

### Publications
- (es) Galería nacional o colección de biografías i retratos de hombres célebres de Chile, escrita por los principales literatos del país, Santiago, 1854[17]
- (fr) France au 600 000e par E. Levasseur... dressée avec le concours de M. N. Desmadryl et Dufresne, 1876[18]

## Conservation
- Bibliothèque nationale de France, Paris[1]
- Bibliothèque nationale du Chili, Santiago[16]
- Metropolitan Museum of Art, New York[11]
- British Museum, Londres[5]
- Royal Collection, Londres[23]
- Musée d'Art et d'Histoire de Genève, Genève[24]
- Nationaal Museum van Wereldculturen, Amsterdam[25]